# Eric Balfour
Eric Salter Balfour (Los Ángeles, California, 24 de abril de 1977) es un actor y cantante estadounidense. Es el cantante del grupo Born as Ghosts, antes conocido como Fredalba. Sus papeles más conocidos incluyen el de Milo Pressman en la serie de acción y suspense 24 y el de Crocker Duke en la serie sobrenatural Haven.

## Biografía
Balfour nació en Los Ángeles, California. Es hijo de Sharon, que trabaja como consejera matrimonial y familiar, y David Balfour, un quiropráctico. Tiene una hermana pequeña, Tori. Balfour tiene ascendencia rusa y francesa.

## Filmografía

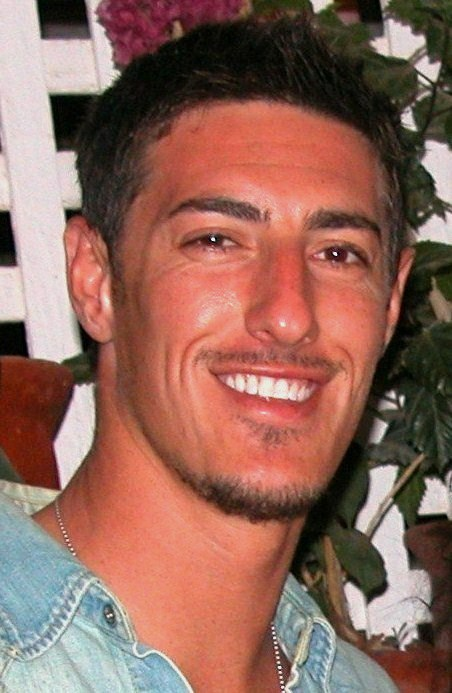
Balfour en 2008

| Año       | Título                                            | Papel                                                  | Información                                                  |
| --------- | ------------------------------------------------- | ------------------------------------------------------ | ------------------------------------------------------------ |
| 1991      | Kids Incorporated                                 | Eric                                                   | Serie de televisión                                          |
| 1992      | Arresting Behavior                                | Billy Ruskin                                           | 5 episodios                                                  |
| 1993      | Bloodlines: Murder in the Family                  | Matt                                                   | Telefilme                                                    |
| 1993      | Danger Theatre                                    | Adolescente #2                                         | Episodio: "An Old Friend for Dinner"                         |
| 1993      | Step by Step                                      | Michael Fielder                                        | Episodio: "Never on Sunday"                                  |
| 1993-1994 | La doctora Quinn                                  | Benjamin Avery                                         | 2 episodios                                                  |
| 1994      | Animaniacs                                        | Jared (voz)                                            | 2 episodios                                                  |
| 1995      | Boy Meets World                                   | Tommy                                                  | Episodio: "Pop Quiz"                                         |
| 1995      | Kirk                                              | Zack                                                   | Episodio: "The Crush"                                        |
| 1996      | Shattered Image                                   | Greg                                                   |                                                              |
| 1996      | Champs                                            | Danny                                                  | Episodio: "For Art's Sake"                                   |
| 1996      | No One Would Tell                                 | Vince Fortner                                          | Telefilme                                                    |
| 1996      | Townies                                           | Adam                                                   | Episodio: "The Good Job"                                     |
| 1997      | Buffy the Vampire Slayer                          | Jesse                                                  | Episodio: "Welcome to the Hellmouth" Episodio: "The Harvest" |
| 1997      | Trojan War                                        | Kyle                                                   |                                                              |
| 1997      | Clueless                                          | Chico de las pizzas                                    | Episodio: "Salsa, Chlorine & Tears"                          |
| 1998      | Dawson's Creek                                    | Warren Goering                                         | Episodio: "Road Trip"                                        |
| 1998      | Can't Hardly Wait                                 | Chico hippie                                           |                                                              |
| 1999      | Nash Bridges                                      | Cliff Morehouse                                        | Episodio: "Shoot the Moon"                                   |
| 1999      | The West Wing                                     | Chico de la fraternidad estudiantil #3 (sin acreditar) | Episodio: "Mr. Willis of Ohio"                               |
| 1999      | Scrapbook                                         | Andy Martin                                            |                                                              |
| 2000      | Chicago Hope                                      | Jason Kerns                                            | Episodio: "Hanlon's Choice"                                  |
| 2000      | What Women Want                                   | Cameron                                                |                                                              |
| 2001      | Rain                                              | Soldado Morris                                         |                                                              |
| 2001      | FreakyLinks                                       | Chapin Demetrius                                       | Episodio: "Subject: Live Fast, Die Young"                    |
| 2001      | America's Sweethearts                             | Guardia de seguridad                                   |                                                              |
| 2001      | The Chronicle                                     | Mark Griffin                                           | Episodio: "Only the Young Die Good"                          |
| 2001      | NYPD Blue                                         | Eli Beardsley Charlie 'Spyder' Price                   | Episodio: "Peeping Tommy" Episodio: "Two Clarks in a Bar"    |
| 2001      | Six Feet Under                                    | Gabe                                                   | 3 Episodios                                                  |
| 2001–2003 | Six Feet Under                                    | Gabriel Dimas                                          | 11 episodios                                                 |
| 2001–2002 | 24                                                | Milo Pressman                                          | 8 capítulos                                                  |
| 2003      | Secondhand Lions                                  | Nieto del jeque                                        |                                                              |
| 2003      | The Texas Chainsaw Massacre                       | Kemper                                                 |                                                              |
| 2003–2004 | Veritas: The Quest                                | Calvin Banks                                           | 13 episodios                                                 |
| 2004      | Fearless                                          | Ryan                                                   | Telefilme                                                    |
| 2004      | Face of Terror                                    | Saleem Haddad                                          |                                                              |
| 2004      | The O.C.                                          | Eddie                                                  | 3 episodios                                                  |
| 2004      | Hawaii                                            | Christopher Gains                                      | Serie de televisión                                          |
| 2005      | Be Cool                                           | Derek (escena eliminada)                               |                                                              |
| 2005      | Rx                                                | Andrew                                                 |                                                              |
| 2005      | Lie with Me                                       | David                                                  |                                                              |
| 2005      | In Her Shoes                                      | Grant                                                  |                                                              |
| 2005      | Sex, Love & Secrets                               | Charlie                                                | Episodio: "Secrets"                                          |
| 2006      | Conviction                                        | Brian Peluso, ayudante del fiscal del distrito         | 13 episodios                                                 |
| 2006      | The Elder Son                                     | Skip                                                   |                                                              |
| 2007      | Protect and Serve                                 | Paul Grogan                                            | Telefilme                                                    |
| 2007      | 24                                                | Milo Pressman                                          | 20 episodios                                                 |
| 2007      | LA Ink                                            | Él mismo                                               | Kat Von D le hizo un tatuaje                                 |
| 2008      | Hell Ride                                         | Comanche / Bix                                         |                                                              |
| 2008      | Cell 213 Como el abogado Michael Grey             |                                                        |                                                              |
| 2008      | What We Take from Each Other                      | Ladrón de manos                                        | Cortometraje                                                 |
| 2008      | The Ex List                                       | Johnny Diamont                                         | Episodio: "Piloto"                                           |
| 2008      | The Spirit                                        | Mahmoud                                                |                                                              |
| 2009      | Horsemen                                          | Taylor Kurth                                           |                                                              |
| 2009      | Spread                                            | Sean                                                   |                                                              |
| 2009      | Fear Itself                                       | Maxwell                                                | Episodio: "Echoes"                                           |
| 2009      | Life on Mars                                      | Eddie Carling                                          | Episodio: "The Dark Side of the Moon"                        |
| 2009      | Rise of the Gargoyles                             | Profesor Jack Randall                                  | Telefilme                                                    |
| 2009      | Law & Order: Criminal Intent                      | Max Goodwin                                            | Episodio: "Salome in Manhattan"                              |
| 2009      | Monk                                              | Lenny Barlowe                                          | Episodio: "Mr. Monk Is Someone Else"                         |
| 2009      | Valemont                                          | Eric Gracen                                            | Miniserie de televisión                                      |
| 2010      | Cell 213                                          | Michael Grey                                           |                                                              |
| 2010      | Dinoshark                                         | Trace McGraw                                           | Telefilme                                                    |
| 2010      | Saving Grace                                      | Jesus                                                  | Episodio: "Loose Men in Tight Jeans"                         |
| 2010      | Beatdown                                          | Victor                                                 | Vídeo                                                        |
| 2010      | Haven                                             | Duke Crocker                                           | 52 episodios                                                 |
| 2010      | Skyline                                           | Jarrod                                                 |                                                              |
| 2010      | The Legend of Hell's Gate: An American Conspiracy | Will Edwards                                           |                                                              |
| 2010      | Do Not Disturb                                    | Frank                                                  | Segmento: "Rocketman"                                        |
| 2010      | Dark as Day                                       | Jake                                                   | Preproducción                                                |
| 2011      | Silver Cord                                       | Georgie                                                | Preproducción                                                |
| 2011      | No Ordinary Family                                | Lucas Winnick                                          | 2 episodios                                                  |
| 2012      | Christine                                         | Daniel                                                 | 4 episodios, Serie Web.                                      |
| 2015      | Backcountry                                       | Brad                                                   |                                                              |
| 2018      | Chicago P.D.                                      | Spiro                                                  | 1 episodio.                                                  |